# السير على الحبل المشدود

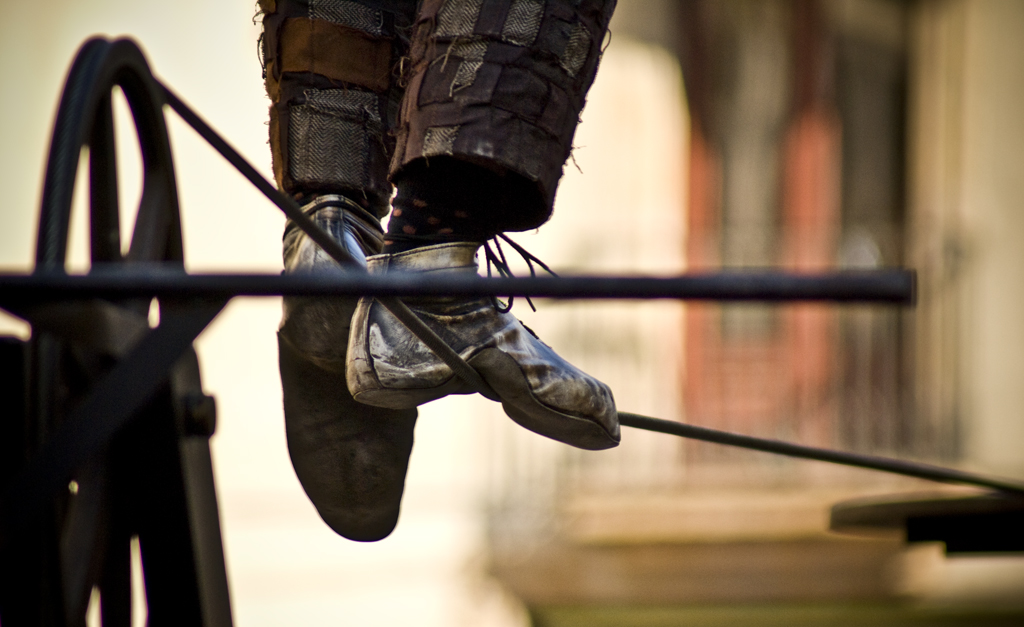
قدما شخص يسير على حبل مشدود

السير على الحبل المشدود هي مهارة المشي على سلك رقيق أو حبل. وهي تقاليد قديمة في مختلف البلدان وتكون بالعادة مع السيرك. وهناك مهارات أخرى مشابهة مثل السير على الحبل المرتخي.